# Calderari
Calderari, av det italienska ordet för "kittelflickare", var en hemlig italiensk organisation, vars medlemmar förklarade sig vara förvarare av den heliga tron (sanfedisti) samt den bourbonska tronen i Neapel mot liberaler, Murats anhängare, frimurare och Carboneria, ett liberalt hemligt sällskap.
Sitt namn fick de förmodligen på grund av sin opposition mot Carboneria (=kolarna), och att de såg sig som "kitteln" som skulle hindra kolet från att sätta eld på Neapel - men det har också sagt att det skulle bero på några av de främsta medlemmarnas yrke.
Sällskapet fick efter restaurationen 1815 stor makt, men väckte stor motvilja i bredare kretsar, och 1816 förbjöds hemliga sällskap i Neapel. Polismästaren Antonio Capece Minutolo Canosa var dock själv medlem och beskyddade sällskapet, tills han 1822 tvingades avgå.